# Monte Greco
Il monte Greco (2285 m s.l.m.) è la cima più alta del gruppo dei monti Marsicani, nell'Appennino abruzzese, posta al limite del parco nazionale d'Abruzzo, Lazio e Molise (zona di protezione esterna), all'interno del territorio del comune di Barrea. Forma un vero e proprio gruppo montuoso che divide la zona dell'Alto Sangro a ovest da quella degli altipiani maggiori d'Abruzzo ad est.

## Descrizione

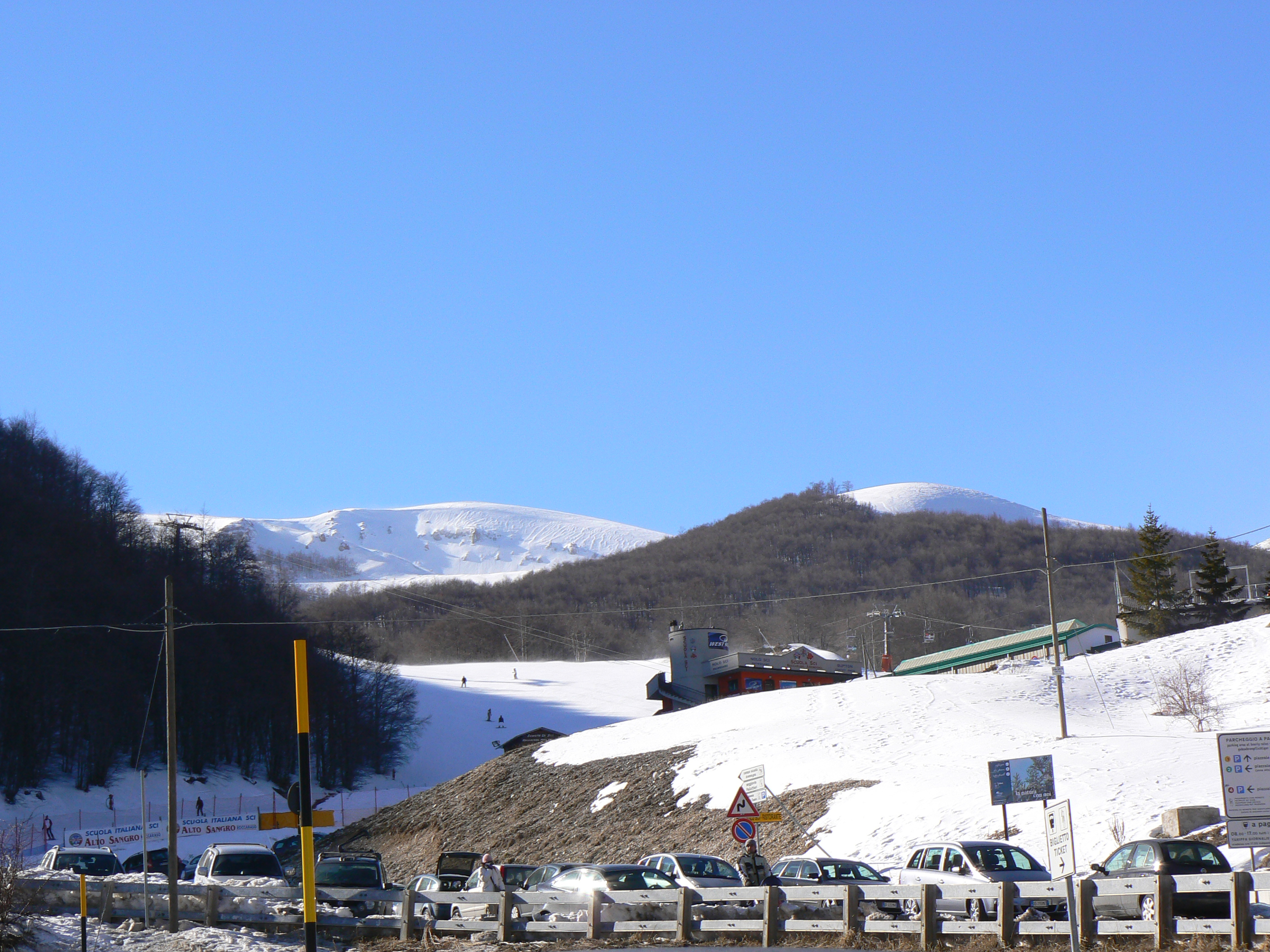
Vista del monte Toppe del Tesoro dalla zona degli impianti di piano Aremogna (Roccaraso)

Fanno parte del massiccio anche il monte Pratello che sovrasta l'altopiano delle Cinquemiglia e i monti di Roccaraso che sovrastano il piano Aremogna, compresi all'interno del comprensorio dell'Alto Sangro, mentre verso nord il massiccio si collega al gruppo del monte Serra Rocca Chiarano (2262 m) sopra passo Godi ed ancora più a nord il monte Pratello e il gruppo del monte Genzana con i quali forma un'unica lunga dorsale montuosa, la più orientale del sottogruppo dei monti Marsicani.
Intorno alla cima si aprono gli altipiani del monte Greco e in esso è compresa la riserva naturale Pantaniello a circa 1800 m di quota; a nord-est, 1000 m di dislivello più in basso, è presente l'altopiano delle Cinquemiglia, mentre ad ovest si sviluppa la valle dell'Alto Sangro.

## Accesso alla vetta
Per il panorama osservabile dalla vetta, e per l'altezza considerevole nel contesto dei monti Marsicani, il monte Greco è una cima relativamente frequentata dagli escursionisti che durante la stagione estiva toccano la croce di vetta dopo lunga, ma non impegnativa salita, con la vetta raggiunta anche in inverno e primavera dagli scialpinisti.
Tra i percorsi maggiormente apprezzati, l'ascesa dalla strada che collega Villetta Barrea a passo Godi, attraverso una fitta faggeta e poi, oltre quota 1900 m, su pendii brulli e assolati, fino all'ultima salita, breve, ma faticosa. Dalla vetta si gode un panorama sull'Aremogna e sul monte Toppe del Tesoro, con i numerosi impianti di risalita, sul lago Pantaniello, sulla valle di Alfedena e sul lago di Barrea, sulle ripide creste di Rocca Chiarano, con, in lontananza, i rilievi della Maiella, del Gran Sasso, dei monti della Meta e dei monti del Matese.